# Krzywizna pola

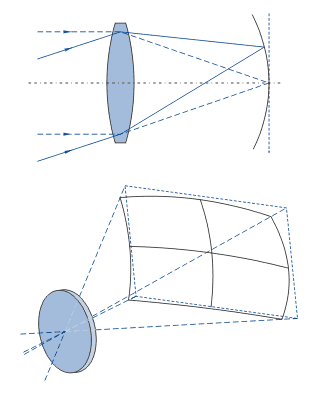
Aberracja nazywana krzywizną pola

Krzywizna pola – w optyce, jedna z aberracji optycznych, czyli wad układów optycznych. Polega ona na tym, że wiązka promieni świetlnych wychodząca z punktu położonego poza osią optyczną tworzy po przejściu przez układ plamkę zogniskowaną zamiast na płaszczyźnie obrazowej, na czaszy wklęsłej lub wypukłej. Stopień zniekształcenia jest tym większy, im dalej od osi optycznej układu znajduje się źródło światła.
Krzywizna pola objawia się np. w niemożności zogniskowania obrazu na płaskiej kliszy. Jeśli na środku kadru obraz jest ostry, to na brzegach już nie, bo promienie brzegowe ogniskują się za daleko lub za blisko.
Można z nią walczyć odpowiednio wyginając kliszę w wycinek sfery, jak w astronomicznych kamerach Schmidta, lub odpowiednio projektując wielosoczewkowy obiektyw, tak aby był wolny od tej wady. Przykładowo krzywizna pola lustra wklęsłego jest porównywalna z jego ogniskową.